# Yoakum (Texas)
Yoakum je město v okrese DeWitt County a Lavaca County ve státě Texas ve Spojených státech amerických. V roce 2000 zde žilo 5 731 obyvatel. S celkovou rozlohou 12 km² byla hustota zalidnění 485 obyvatel na km².

## Geografie
Yoakum se nachází na 29°17′28″ s. š., 97°8′50″ z. d..